# Risiophlebia dohrni
Risiophlebia dohrni is een libellensoort uit de familie van de korenbouten (Libellulidae), onderorde echte libellen (Anisoptera).
De wetenschappelijke naam Risiophlebia dohrni is voor het eerst geldig gepubliceerd in 1902 door Krüger.